# 芭芭拉·德米克
芭芭拉·德米克（英語：Babara Demick），美國女記者，曾任《洛杉磯時報》北京分社社長、首尔分社社長。
芭芭拉·德米克關注並廣泛報導朝鮮民主主義人民共和國的經濟社會發展及人權狀況。曾撰寫一系列關於清津市內北韓人生活的報導。2010年，芭芭拉·德米克憑藉其北韓題材報導文學《我們最幸福：北韓人民的真實生活》獲得塞繆爾·約翰遜獎。
2020年，芭芭拉·德米克的新书《噬佛》出版，聚焦于中国四川省阿坝县的藏族人生活。
2025年，出版《Daughters of the Bamboo Grove》，講述一對雙胞胎因一孩政策而導致姊姊被賣到孤兒院，後被送往外國收養的事件。

## 外部連結
- 官方网站 （英文）
- 芭芭拉·德米克的X（前Twitter）